# San Juan Islands
Die San Juan Islands sind eine Inselgruppe im Nordwesten des US-Bundesstaats Washington. Je nach Definition von „Insel“ (in Abgrenzung zu aus dem Wasser ragenden Felsen) spricht man von 172 oder sogar mehreren hundert Inseln und Inselchen, die den San Juans zugerechnet werden. 172 ist dabei die Anzahl der Inseln, die groß genug sind, um mit eigenem Namen bezeichnet zu werden. Gelegentlich findet man auch die Angabe von 176 Inseln mit eigenem Namen. Auf den San Juan Islands leben etwa 16.000 Menschen.
Die Inseln liegen östlich der kanadischen Insel Vancouver Island beziehungsweise der Haro-Straße und des Boundary Pass und trennen die Juan-de-Fuca-Straße im Süden von der Straße von Georgia im Norden. Die Ostgrenze ist die Rosario-Straße. Die drei größten Inseln sind Orcas Island, San Juan Island und Lopez Island.
Die San Juan Islands bilden das San Juan County. Auf den Inseln liegt das San Juan Islands National Monument mit 75 Teilflächen. Ferner liegen die State Parks Moran State Park, Blind Island State Park, Clark Island State Park, Doe Island State Park, James Island State Park, Jones Island State Park, Lime Kiln Point State Park, Matia Island State Park, Obstruction Pass State Park, Patos Island State Park, Posey Island State Park, Saddlebag Island State Park, Skull Island State Park, Spencer Spit State Park, Stuart Island State Park, Sucia Island State Park, Turn Island State Park auf den Inseln. Meist sind diese State Parks nur Campingplätze mit etwas Umgebung. Nur der Moran State Park mit 2.258 ha Flächengröße ist eine Art Schutzgebiet vergleichbar einem Naturpark.

## Geschichte
Die Inseln gehörten vor Ankunft der ersten Europäer zum Siedlungsgebiet der Küsten-Salish, die Nooksack, die Northern Straits Salish (zu denen die Lummi gehören) und Klallam gerechnet werden. Die Küsten-Salish wanderten im Gefolge der Jahreszeiten innerhalb ihrer jeweiligen Gebiete, bewohnten ihre Dörfer also nur jeweils zeitweise. Die Lummi siedelten in diesem Sinn auf den San Juan Islands und legten dort Riffnetze auf Orcas Island, San Juan Island, aus, dazu am Point Roberts und am Sandy Point. Um 1780 schätzt man ihre Zahl auf etwa 1000 Menschen. Der erste Kontakt mit Europäern führte aber ab den späten 1770er Jahren zu Pocken-Epidemien unter ihnen und in den folgenden Jahrzehnten siedelten sie auf der Flucht vor den Pocken und plündernden Stämmen aus British Columbia auf das benachbarte Festland über.
Der erste Europäer, der San Juan Island entdeckte, war 1791 ein Offizier unter dem Kommando des spanischen Entdeckers Francisco de Eliza namens Gonzalo López de Haro. Nach ihm ist die Haro-Straße benannt, die San Juan Island von Vancouver Island trennt. De Eliza gab der Insel und dem Archipel ihren Namen, Isla y Archipelago de San Juan. Da die Expedition unter der Autorität des Vizekönigs von Mexiko, Juan Vicente de Güemes Padilla Horcasitas y Aguayo, segelte, benannte De Eliza verschiedene Orte nach ihm, neben San Juan Island auch Orcas Island (als Kurzform von Horcasitas).
Ein Jahr zuvor hatten Spanier während einer Fahrt unter dem Kommando von Manuel Quimper die Inseln bereits gesichtet, ohne dass ihnen jedoch klar wurde, dass es sich um Inseln handelte.
Den beiden spanischen Expeditionen folgten britische und US-amerikanische. George Vancouvers Expedition von 1792 und 1841 die Erkundungsfahrt von Charles Wilkes führten dazu, dass etliche spanische Benennungen der Inseln durch englische ersetzt wurden. Vancouver verfügte dabei noch über einige Informationen aus spanischen Quellen und übernahm meist die spanischen Bezeichnungen. Wilkes dagegen waren möglicherweise die spanischen Bezeichnungen nicht bekannt und er gab in etlichen Fällen Inseln und Wasserstraßen, die bereits von Spaniern oder von Vancouver benannt worden waren, neue Namen. Häufig ehrte er damit Mitglieder seiner Crew oder US-amerikanische Helden des Krieges von 1812 gegen die Briten. Die San Juan Islands etwa nannte er Navy Archipelago und etliche Inseln erhielten die Namen von amerikanischen Marine-Offizieren.

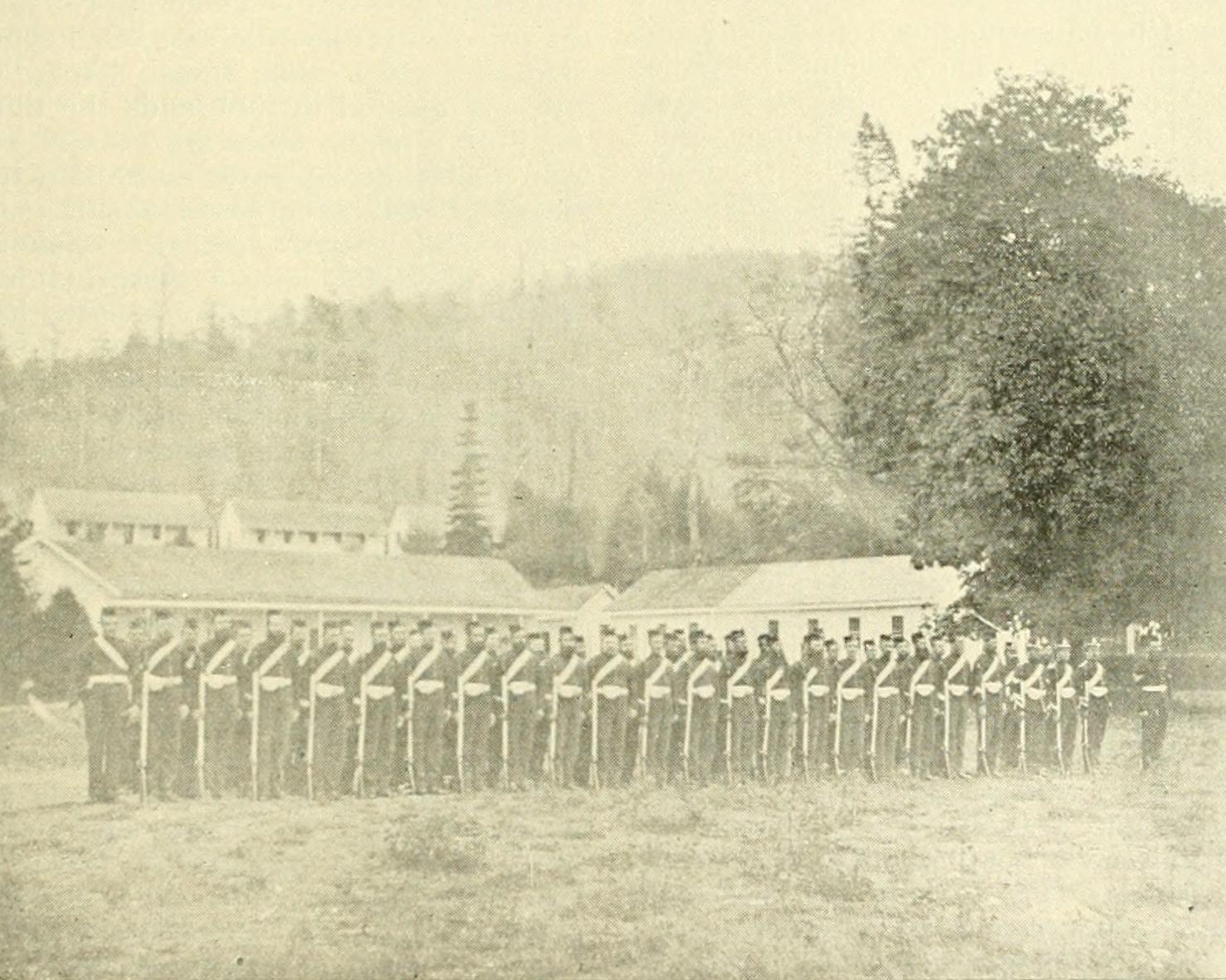
1872: Britische Truppen räumen die San Juan Islands

Um die daraus folgende Konfusion von Bezeichnungen auf unterschiedlichen Karten aufzulösen, startete die Britische Admiralität 1847 unter der Leitung von Henry Kellett ein Projekt zur Klärung der Namensfragen in der Region. Da die San Juans zu dieser Zeit von den Briten beansprucht waren, verschwanden hier bis auf wenige Ausnahmen die patriotischen amerikanischen Namen, die Wilkes vergeben hatte, wieder zugunsten der ursprünglichen spanischen bzw. von Vancouver vergebenen Namen.
Der Text des Oregon-Kompromisses von 1846, durch den der 49. Breitengrad als Grenze zwischen US-amerikanischem und britisch-kanadischem Territorium festgelegt wurde, sparte die Klärung der Zugehörigkeit der San Juan Islands aus. Diese Unklarheit führte 1859 zum sogenannten Schweinekonflikt um den Verlauf der Grenze zwischen den USA und Großbritannien im Bereich des Archipels. Ein von einem US-amerikanischen Landwirt erschossenes (britisches) Schwein war das einzige Opfer des Konfliktes. Endgültig beigelegt wurde der Grenzstreit erst 1872, nachdem der deutsche Kaiser Wilhelm I. um Vermittlung gebeten worden war.
Die Inseln sind Namensgeber für den Indianerstamm der Mitchell Bay Band of San Juan Islands.

## Die San Juan Islands in der Literatur
Der Roman Insel der flüsternden Stimmen von Laurie R. King spielt auf der fiktiven San Juan Insel „Folly“.
Die Romane „Amber Beach“ (dt. Bernsteinfeuer) und „Jade Island“ (dt. Jadeherzen) von Elizabeth Lowell spielen auf den San Juan Inseln.
Der Roman „What I Didn't Say“ von Keary Taylor spielt auf Orcas Island.

## Unvollständige Liste der San Juan Islands

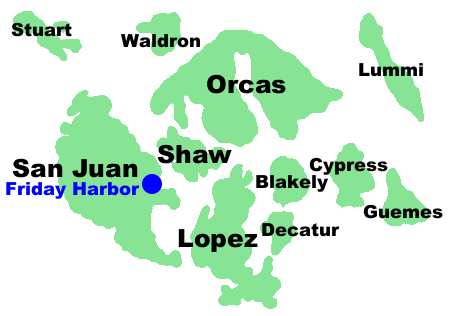
Lage der Hauptinseln der Inselgruppe

- Aleegria Island
- Allan Island
- Anderson Island
- Armitage Island
- Barnes Island
- Barren Island
- Battleship Island
- Bell Island
- Blakely Island
- Blind Island
- Boulder Island
- Brown Island
- Buck Island
- Burrows Island
- Cactus Islands
- Canoe Island
- Castle Island
- Cemetery Island
- Center Island
- Clark Island
- Cliff Island
- Colville Island
- Coon Island
- Crab Island
- Crane Island
- Cypress Island
- Deadman Island
- Decatur Island
- Dinner Island
- Doe Island
- Double Island
- Eliza Island
- Ewing Island
- Fawn Island
- Fidalgo Island
- Flattop Island
- Flower Island
- Fortress Island
- Freeman Island
- Frost Island
- Goose Island
- Gossip Island
- Guemes Island
- Guss Island
- Hall Island
- Hat Island
- Henry Island
- Iceberg Island
- James Island
- Johns Island
- Jones Island
- Justice Island
- Little Island
- Little Patos Island
- Little Sister Island
- Lone Tree Island
- Lopez Island
- Low Island
- Lummi Island
- Matia Island
- Mcconnell Island
- Minor Island
- Nob Island
- North Finger Island
- Obstruction Island
- O’Neal Island
- Orcas Island
- Patos Island
- Pearl Island
- Picnic Island
- Pointer Island
- Pole Island
- Portage Island
- Posey Island
- Puffin Island
- Ram Island
- Reef Island
- Rim Island
- Ripple Island
- Rum Island
- Samish Island
- San Juan Island
- Satellite Island
- Sentinel Island
- Shaw Island
- Sheep Island
- Sinclair Island
- Skull Island
- Small Island
- Smith Island
- South Finger Island
- Spieden Island
- Strawberry Island
- Stuart Island
- Sucia Island
- Swirl Island
- Towhead Island
- Trump Island
- Turn Island
- Vendovi Island
- Victim Island
- Waldron Island
- Wasp Islands
- Willow Island
- Yellow Island

## Fotogalerie

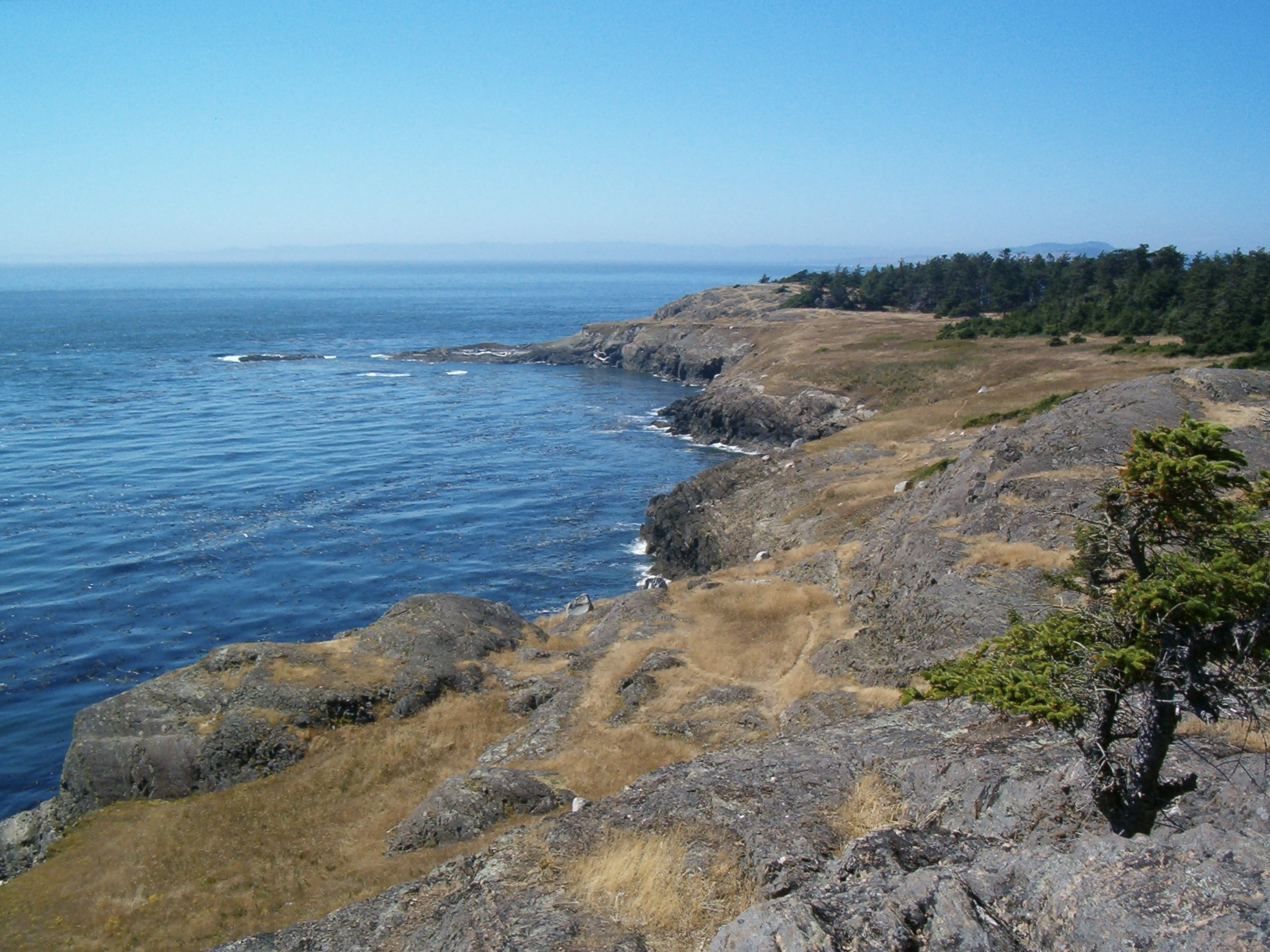
Iceberg Point, Lopez Island
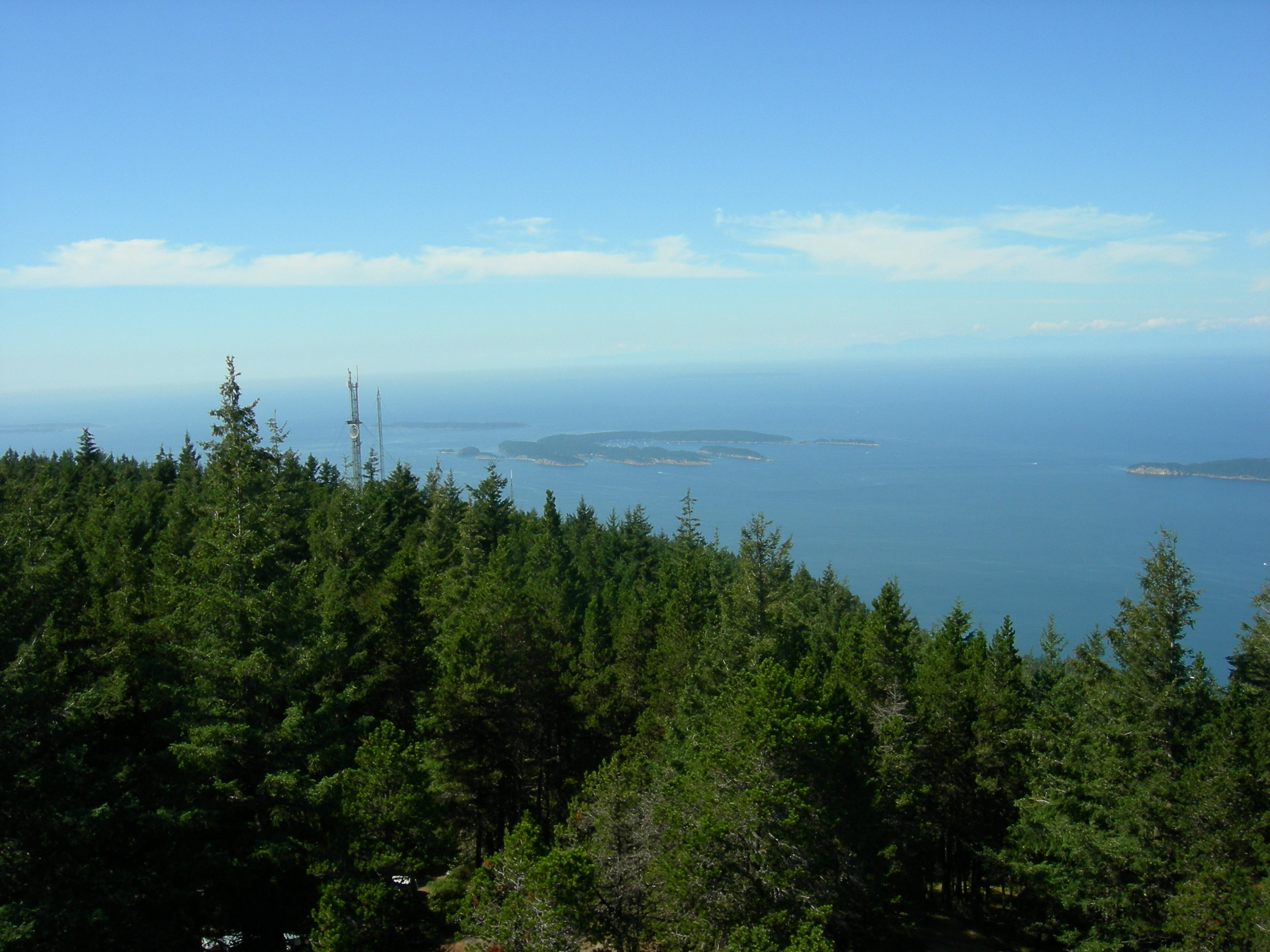
Blick vom Mt. Constitution (Orcas Island)
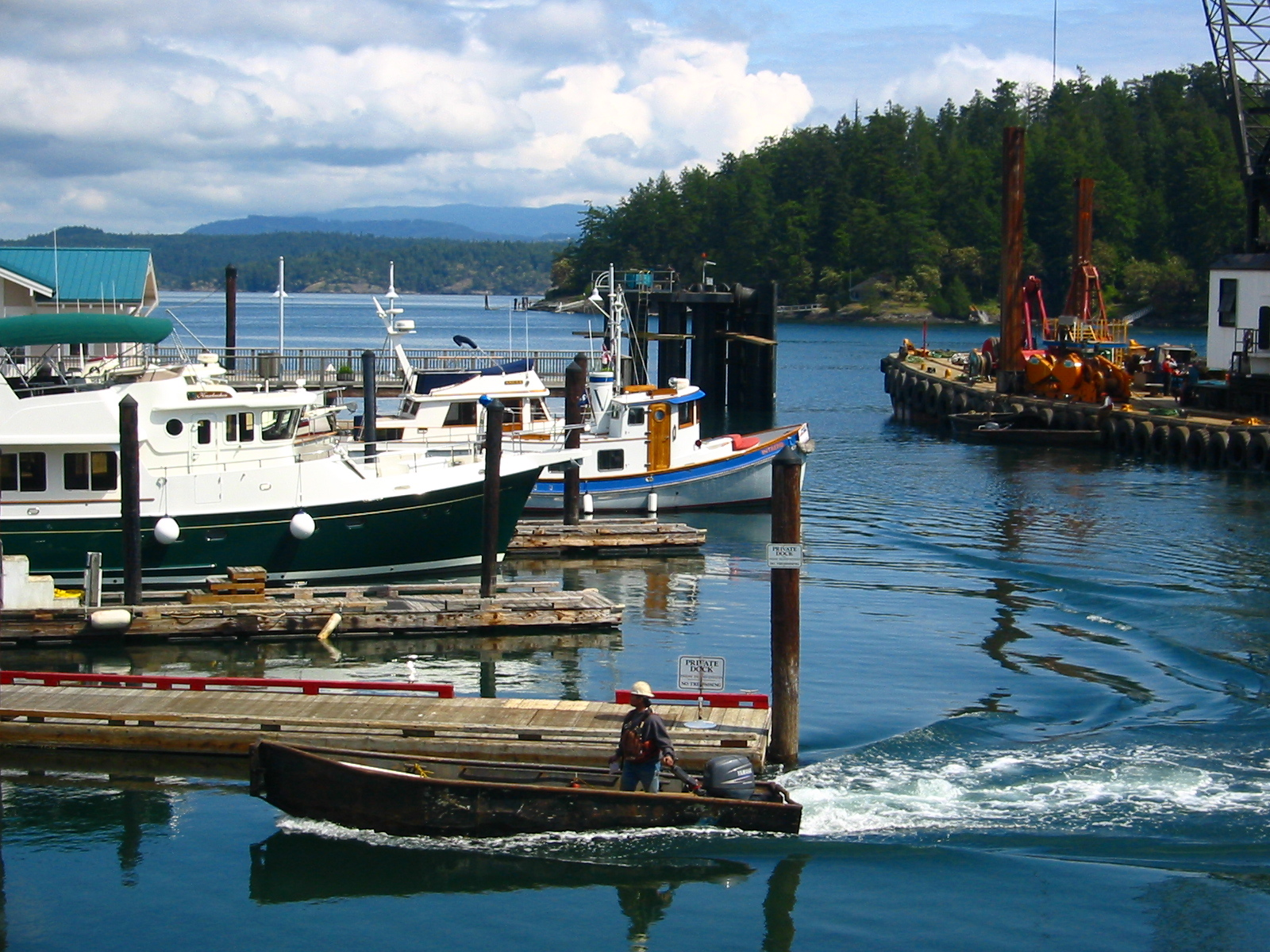
Friday Harbor